# Columbus Panhandles

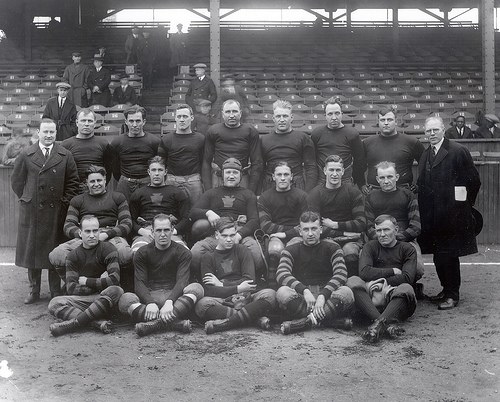
Columbus Panhandles 1921

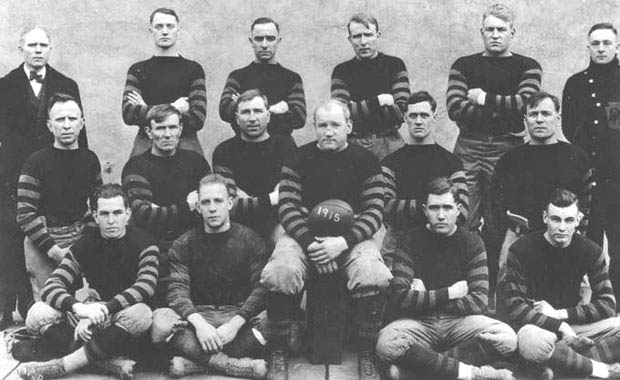
Columbus Panhandles 1915

Die Columbus Panhandles waren ein amerikanisches American-Football-Team, dass 1920 zu den Gründungsmitgliedern der späteren National Football League gehörte und bis 1926 existierte.

## Geschichte

### Vor der Gründung der NFL
In der Zeitung Columbus Press-Post von 1900 wird erstmals ein Football-Team namens „Panhandle railroad team“ in Columbus (Ohio) erwähnt. Da die Spieler aus den Werkstätten der Panhandle Division der Pennsylvania Railroad kamen, setzte sich die Bezeichnung „Columbus Panhandle Shop Team“ bzw. „Columbus Panhandles“ durch. im folgenden Jahr spielte eine Mannschaft der Eisenbahner gegen eine Mannschaft der in Columbus stationierten Soldaten (Columbus Barracks).
Harry Greenwood löste 1902 William Butler als Manager des Teams ab. Greenwood organisierte mehrere Spiele, drei gegen die Barracks und eines gegen ein Dennison Panhandles genanntes Team. 1903 war E. E. Griest für die Organisation des Teams verantwortlich. Fünf der acht Spiele in der Saison wurden gewonnen.
Im folgenden Jahr übernahm Joseph Carr die Organisation des Teams. Carr war bisher Manager des Baseball-Teams der Eisenbahner, den Columbus Panhandle White Sox, und schrieb als Sportjournalist für die örtliche Presse. Das Football-Team spielte jedoch 1904 nur zwei Mal. Erst 1907 wurde die Mannschaft wieder aktiver und nahm am Spielbetrieb teil. In der Folge avancierte das Team zur besten Mannschaft der Stadt.
Carr nutzte den Vorteil, dass die meisten Spieler bei der Eisenbahngesellschaft beschäftigt waren und kostenlos Zug fahren konnten. Carr verzichtete deshalb später auf eine teure Stadion-Pacht und trat mit seinem Team meist als Auswärtsmannschaft (Travelling team) an. Dadurch konnte er erhebliche Kosten sparen und das Team stand bis zu Beginn der 1920er Jahre finanziell gut da. Auch galten Spiele gegen die Panhandles für die gastgebenden Teams als Kassenmagnet.
In der 1907er Saison gewann das Team in der Ohio League zwei Spiele, verlor drei und spielte ein Unentschieden. Zu den Leistungsträgern der neu aufgestellten Mannschaft wurden die deutschstämmigen Nesser-Brüder. Sechs der zwölf Geschwister arbeiteten in den Eisenbahnwerkstätten als Kesselnieter und spielten in ihrer Freizeit Football. Sie bildeten bis Anfang der 1920er Jahre das Rückgrat des Teams. Insbesondere ihre Körpergröße (Frank Nesser war 1,86 m groß) und ihre durch körperliche Kraft bestimmte Spielweise dominierte viele Spiele.
Die Heimspiele wurden ab 1909 bis 1915 im Indianola Park, einem Freizeitpark, ausgetragen. Ab 1913 wurden „Heimspiele“ nur gegen örtliche Teams ausgetragen. Ab 1916 wurde das Baseball-Stadion Neil Park genutzt.
Die Mannschaft spielte bis 1916 weitgehend erfolgreich in der halb-professionellen Ohio League, nur 1912 und 1913 gab es mehr Niederlagen als Siege. Es gelang dem Team jedoch nie, sich den Meisterschaftstitel zu sichern.
In den folgenden drei Jahren konnte das Team jedoch an diese Leistung nicht mehr anknüpfen.

### National Football League
Als sich im Herbst 1920 in Canton (Ohio) die Eigner verschiedener Football-Teams zur Vereinbarung einer neuen Liga, der American Professional Football Association (APFA), trafen, war auch Joseph Carr als Vertreter der Columbus Panhandles anwesend. Am 3. Oktober 1920 spielten das Team gegen die Dayton Triangles. Dies gilt als das erste Spiel der neuen Liga und somit das erste Spiel der späteren National Football League. Die von Ted Nesser trainierte Mannschaft verlor das Spiel mit 14:0.
Da das erste Jahr der neuen Liga die selbst gestellten Ansprüche nicht erfüllte, löste Joseph Carr 1921 Jim Thorpe als Präsident ab. Nach der 1921er Saison verkaufte Carr die Panhandles an lokale Geschäftsleute um den Teampräsidenten Mike O’Rourke um einen Interessenkonflikt zu vermeiden. Dies machte sich jetzt auch im Ergebnis bemerkbar. In der Saison 1922 konnte das Team kein einziges Spiel gewinnen.
Die neu ab 1923 als Columbus Tigers aufgestellte Mannschaft konnte jedoch an die früheren Erfolge nicht mehr heranreichen. Insbesondere das Fehlen der Nesser-Brüder machte sich bemerkbar. Nach zwei desaströsen Saison-Ergebnissen 1925 und 1926 wurde der Spielbetrieb eingestellt.

## Uniform
Die Columbus Panhandles trugen weinrote Jerseys mit weinrot-gelb gestreiften bzw. rein weinroten Ärmeln. Als Columbus Tigers nutzten sie gelbe Trikots mit schwarzen Ziffern bzw. schwarze Trikots mit gelben Seiten und gelben Ziffern.

## Statistik
| Saison              | Liga | Siege | Niederlagen | Unentschieden | Punkte erzielt | Punkte zugelassen | Platzierung  | Head Coach                 |
| ------------------- | ---- | ----- | ----------- | ------------- | -------------- | ----------------- | ------------ | -------------------------- |
| Columbus Panhandles |      |       |             |               |                |                   |              |                            |
| 1904                | Ohio | 2     | 0           | 0             | 53             | 0                 |              |                            |
| 1907                | Ohio | 2     | 3           | 1             | 115            | 36                |              |                            |
| 1908                | Ohio | 3     | 3           | 1             | 109            | 19                |              |                            |
| 1909                | Ohio | 7     | 1           | 1             | 217            | 13                |              |                            |
| 1910                | Ohio | 3     | 2           | 2             | 68             | 57                |              |                            |
| 1911                | Ohio | 5     | 4           | 1             | 52             | 88                |              |                            |
| 1912                | Ohio | 3     | 5           | 1             | 81             | 83                |              |                            |
| 1913                | Ohio | 3     | 4           | 1             | 117            | 46                |              |                            |
| 1914                | Ohio | 7     | 2           | 0             | 210            | 60                |              |                            |
| 1915                | Ohio | 8     | 3           | 1             | 192            | 37                |              |                            |
| 1916                | Ohio | 7     | 5           | 0             | 186            | 68                |              |                            |
| 1917                | Ohio | 2     | 6           | 0             | 51             | 151               |              | Ted Nesser                 |
| 1918                | Ohio | 0     | 1           | 0             | 0              | 12                |              | Ted Nesser                 |
| 1919                | Ohio | 3     | 6           | 1             | 77             | 122               |              | Ted Nesser                 |
| 1920                | APFA | 2     | 6           | 2             | 41             | 121               | 13. (von 14) | Ted Nesser                 |
| 1921                | APFA | 1     | 8           | 0             | 47             | 222               | 17. (von 21) | Ted Nesser                 |
| 1922                | NFL  | 0     | 8           | 0             | 24             | 174               | 18. (von 18) | Herb Dell                  |
| Columbus Tigers     |      |       |             |               |                |                   |              |                            |
| 1923                | NFL  | 5     | 4           | 1             | 119            | 35                | 8. (von 20)  | Pete Stinchcomb/Gus Tebell |
| 1924                | NFL  | 4     | 4           | 0             | 91             | 68                | 10. (von 18) | Red Weaver                 |
| 1925                | NFL  | 0     | 9           | 0             | 28             | 124               | 20. (von 20) | Red Weaver                 |
| 1926                | NFL  | 1     | 6           | 0             | 26             | 93                | 19. (von 22) | Jack Heldt                 |

## Mitglieder in der Hall of Fame
| Columbus Panhandles Hall of Famers | Columbus Panhandles Hall of Famers | Columbus Panhandles Hall of Famers | Columbus Panhandles Hall of Famers |
| Name                               | Position                           | aktive Zeit                        | Aufnahme in die HOF                |
| ---------------------------------- | ---------------------------------- | ---------------------------------- | ---------------------------------- |
| Joseph Carr                        | Eigner, General Manager, Headcoach | 1907–1922                          | 1963                               |

## Namhafte Spieler
- Paul G. Goebel, End; spielte 1923–1925 bei den Tigers
- Frank Nesser, Fullback, Tackle, Guard; spielte 1915 bis 1926 bei den Panhandles/Tigers
- Phil Nesser, Tackle; spielte 1915–1921 bei den Panhandles
- Robert E. Rapp, Back; spielte 1922–1926 bei den Panhandles/Tigers
- Emmett Ruh, End, Back; spielte 1915, 1916, 1919, 1921 und 1922 bei den Panhandles
- Homer Ruh End: spielte 1916, 1917, 1919–1925 bei den Panhandles/Tigers
- Lee Snoots Back; spielte 1915, 1916, 1919, 1920, 1922, 1923 und 1925 bei den Panhandles/Tigers
- Gus Sonnenberg Tackle; spielte 1923 bei den Tigers
- Jack Sack Guard; spielte 1923 bei den Tigers